# Rubina Dilaik
Rubina Dilaik est une actrice de la  télévision indienne connue pour jouer Radhika dans Chotti Bahu et Soumya Singh dans Shakti - Astitva Ke Ehsaas Ki,.

## Jeunesse
Rubina est née le 26 août 1987 à Shimla, Himachal Pradesh, en Inde. Sa famille possède un verger de pommiers. Elle étudie à l'école publique de Shimla et à St. Bedes, Shimla. Son père est également écrivain et a écrit de nombreux livres en hindi. 
Dans sa jeunesse, elle remporte deux concours de beauté locaux et est couronnée Miss Shimla en 2006. En 2008, elle remporte le concours Miss North India qui s'est tenu à Chandigarh. 

## Carrière
Elle commence sa carrière d'actrice à Chotti Bahu bien qu'elle voulait être une IAS et s'y préparait mais elle a été sélectionnée lors d'auditions qui ont eu lieu à Chandigarh . 
Dilaik gagne la reconnaissance de beaucoup en jouant Radhika Shastri dans Chotti Bahu de Zee TV face à Avinash Sachdev et en reprenant le rôle dans la suite de l'émission. 
En 2012, elle a joué Simran "Smiley" Gill dans Saas Bina Sasural de Sony TV. En 2013, elle a joué Divya Jakhotia dans Punar Vivah - Ek Nayi Umeed de Zee TV face à Karan Grover,. De 2013 à 2014, elle a incarné Sita dans la série mythologique Devon Ke Dev de Life OK Mahadev et Jeannie dans Jeannie Aur Juju de SAB TV . 
De 2016 à 2020, Dilaik a interprété Soumya Singh, une femme transgenre dans Shakti - Astitva Ke Ehsaas Ki de Colors TV en face de Vivian Dsena .
En 2020, elle participe à la 14e saison de Bigg Boss Hindi. Son mari, Abhinav Shukla, fait également partie des candidats. Son mari est éliminé le 130e jour, et elle sort du jeu vainqueur lors du 143e jour.

## Télévision
| Année     | Spectacle                     | Rôle                     | Première chaîne | Référence |
| --------- | ----------------------------- | ------------------------ | --------------- | --------- |
| 2008-2010 | Chotti Bahu                   | Radhika Shastri / Imarti | Zee TV          | ,         |
| 2010      | Nachle Ve avec Saroj Khan     | Concurrent               | NDTV IMagine    |           |
| 2011-2012 | Chotti Bahu 2                 | Radhika / Ruby Bhardwaj  | Zee TV          |           |
| 2012      | Saas Bina Sasural             | Simran / Smiley Gill     | Téléviseur Sony |           |
| 2013      | Punar Vivah - Ek Nayi Umeed   | Divya Jakhotia           | Zee TV          | ,         |
| 2013–2014 | Devon Ke Dev. . Mahadev       | Sita                     | Vie OK          | [ 15 ]    |
| 2013–2014 | Jeannie Aur Juju              | Jeannie                  | Sab TV          | ,         |
| 2016-2020 | Shakti - Astitva Ke Ehsaas Ki | Soumya Singh             | TV couleurs     | ,         |

## Récompenses
| Année | Récompense                       | Catégorie                                 | Show                          | Result  | Ref.   |
| ----- | -------------------------------- | ----------------------------------------- | ----------------------------- | ------- | ------ |
| 2016  | Indian Television Academy Awards | Meilleure actrice dans la catégorie Drama | Shakti — Astitva Ke Ehsaas Ki | Lauréat | [ 20 ] |
| 2017  | Gold Awards                      | Meilleure actrice                         | NC                            | Lauréat | [ 21 ] |